# Amália Rodrigues
Amália Rodrigues (Lisabon,  1. srpnja 1920.-Lisabon, Portugal, 6. listopada 1999.)  pravim imenom Amália da Piedade Rodrigues, bila je najpoznatija portugalska fado pjevačica i najveća promotorica tog glazbenog stila širom svijeta, zbog tog su je zvali Rainha do Fado (Kraljica fada).

## Životopis

### Rani život
Amália je rođena u siromašnoj i brojnoj obitelji (devetoro braće i sestara), odrasla je uz baku u sirotinjskom dijelu Lisabona - Baixa 1. srpnja 1920. godine. Njen otac je bio trubač i postolar iz Fundão u koji se obitelj vratila, a Amalia je ostala živjeti s bakom sve do svoje 14 godine, kad se obitelj ponovno okupila u Lisabonu.

### Početci glazbene karijere
Nakon nekoliko godina amaterskog pjevanja, Rodrigues je počela profesionalno nastupati kao pjevačica fada 1939. godine, i ubrzo postala redoviti gost lisabonskih pozornica. Velika prekretnica u njenoj karijeri bilo je poznanstvo s Fredericom Valeriom, skladateljem i glazbenikom klasičnog obrazovanja, koji je u Amalijinom glasu, prepoznao veliki potencijal. On je počeo skladati specijalno za nju i njen glas, usput je odustao od tradicije fada, dodajući klasičnu orkestralnu pratnju kao glazbenu podlogu Rodriguesinu glasu, jedna od takvih pjesama bio je Fado do Ciúme.
Njena popularnost započela se širiti izvan granica Portugala, nakon Drugog svjetskog rata, nakon učestalih turneja po Španjolskoj i Brazilu (tamo je 1945. godine snimila svoje prve brazilske ploče). Svetski uspjeh postigla je nakon nastupa u Parizu 1950. godine, nakon nastupa na svečanoj promociji Marshallova plana. Amalija je otpjevala pjesmu koja je postala njen zaštitni znak; Coimbra poznatu i pod nazivom Travanj u Portugalu.
Početkom 1950-ih godina, otpočela je surađivati s uglednim portugalskim pjesnikom Davidom Mourão-Ferreira, to je označilo jedan veliki kvalitativni skok za Amaliju. I drugi vrhunski portugalski pjesnici stali su joj ustupati svoje stihove, a neki su napisali stihove samo za nju.

### Svjetska karijera
Amalia je postala još slavnija nakon nastupa u filmu Henrija Verneuila Ljubavnici iz Lisabona (Les Amants du Tage) 1954. godine. Nakon tog nastupa Amalia je postala međunarodna pjevačka zvijezda, odlazila je na brojna gostovanja u; Sjedinjene Američke Države, Britaniju, Francusku sve do dalekog Japana. Nakon nastupa u pariškoj Olympiji 1957. godine i promocije albuma Portugal's Great Amália Rodrigues Live at the Olympia Theatre in Paris postala je neokrunjena Kraljica fada. Ono što je interesantno je da je Amalia odlazila na turneje i iza željezne zavjese u SSSR, Rumunjsku (gdje je bila izuzetno popularna) unatoč činjenice što tadašnje istočne zemlje nisu imale gotovo nikakve kontakte sa Salazarovim režimom u Portugalu.
1960-ih godina je počela surađivati s francuskim skladateljem Alainom Oulmanom, koji je postao njen glavni skladatelj za narednih par desetljeća.

### Kasnije godine i smrt
Nakon Revolucija karanfila 1974. godine počele su se širiti glasine da je bila tajni dušnik Salazara i njegove tajne službe PIDE (postoje pak i glasine da je Amalia tajno financijski podupirala komuniste), ipak te glasine nisu bitno utjecale na popularnost Amalije kod publike.
Amalia je nastavila snimati i nastupati sve do kraja 1990-ih godine. Umrla je u dobi od 79 godina, portugalska vlada je na vijest o njenoj smrti proglasila dan žalosti, pokopana je uz velikane Portugala u crkvi sv. Engrácia. Njena kuća pretvorena je u muzej, a ona pretvorena u legendu. Čak i danas je mnogi Portugalci drže za jednu od najvećih ličnosti Portugala (na izboru iz 2007. godine za najznačajnije Portugalce Amalia je došla na 17 mjesto)

## Diskografija
Singl ploče
- 1945: Perseguição
- 1945: Tendinha
- 1945: Fado do Ciúme
- 1945: Mouraria
- 1945: Los piconeros
- 1945: Troca de olhares
- 1945: Ai, Mouraria
- 1945: Maria da Cruz
- 1951/52: Ai, Mouraria
- 1951/52: Sabe-se lá
- 1953: Novo Fado da Severa
- 1953: Uma casa portuguesa
- 1954: Primavera
- 1955: Tudo isto é fado
- 1956: Foi Deus
- 1957: Amália no Olympia

EP ploče
- 1963: Povo que lavas no rio
- 1964: Estranha forma de vida
- 1965: Amália canta Luís de Camões
- 1969: Formiga Bossa Nossa
- 1971: Oiça lá, ó Senhor Vinho
- 1972: Cheira a Lisboa

Albumi i CD-ovi
- 1965: Fado português
- 1967: Fados 67
- 1969: Vou dar de beber à dor
- 1970: Amália/Vinicius
- 1970: Com que voz
- 1971: Amália no Japão
- 1971: Cantigas de amigos
- 1976: Amália no Canecão
- 1976: Cantigas da boa gente
- 1983: Lágrima
- 1984: Amália na Broadway
- 1985: O Melhor de Amália: Estranha forma de vida
- 1985: O Melhor de Amália, vol. 2: Tudo isto é fado
- 1990: Obsessão
- 1992: Abbey Road 1952
- 1997: Segredo

## Vanjske poveznice
- Amália: uma estranha forma de vida (port.)

### Ostali projekti
|  | Zajednički poslužitelj ima stranicu o temi Amália Rodrigues |